# Васильєв Враг
Васильєв Враг (рос. Васильев Враг) — село в Арзамаському районі Нижньогородської області Російської Федерації.
Населення становить 410 осіб. Входить до складу муніципального утворення робітниче селище Виєздне.

## Історія
Від 2009 року входить до складу муніципального утворення робітниче селище Виєздне.

## Населення
| 1999 | 2002 | 2010 |
| ---- | ---- | ---- |
| 437  | ↘397 | ↗410 |